# McSweeney Point
Der McSweeney Point ist eine definierte und felsige Landspitze an der Shackleton-Küste in der antarktischen Ross Dependency. Am südwestlichen Rand des Ross-Schelfeises liegt sie 5 km östlich der Mündung des Davidson-Gletschers.
Der United States Geological Survey kartierte sie anhand eigener Tellurometervermessungen zwischen 1961 und 1962 sowie Luftaufnahmen der United States Navy aus dem Jahr 1960. Das Advisory Committee on Antarctic Names benannte sie 1966 Leutnant Robert H. McSweeney, Kommandant des Marinetankschiffs USS Tombigbee während der Operation Deep Freeze des Jahres 1963.